# Korunková
Korunková je obec na Slovensku v okrese Stropkov. Žije zde 76 obyvatel. První zmínka o obci je z roku 1408. Geograficky leží v Ondavské vrchovině, v horní části údolí Ondavy. Obcí protéká Korunkovský potok.

## Památky
Barokně klasicistní řeckokatolický chrám svatého Demetera mučedníka z roku 1776 nebo 1820.

## Historie
První zmínka pochází z darovací listiny (1408), ve které král Zikmund Lucemburský daruje panství Stropkov Imrichovi z Perína. Doložené historické názvy: původně Puczagshaw, později Puczarhavv (1410), Puczak (1430), Puczaak (1454), Pucákowce (1808), Pucák (1920) a nakonec Korunková (1955).

## Současnost
Od 2004 roku se místní farská budova stala klášterem redemptoristů. Zařízení slouží také jako řeholní noviciát.